# Libertação da França

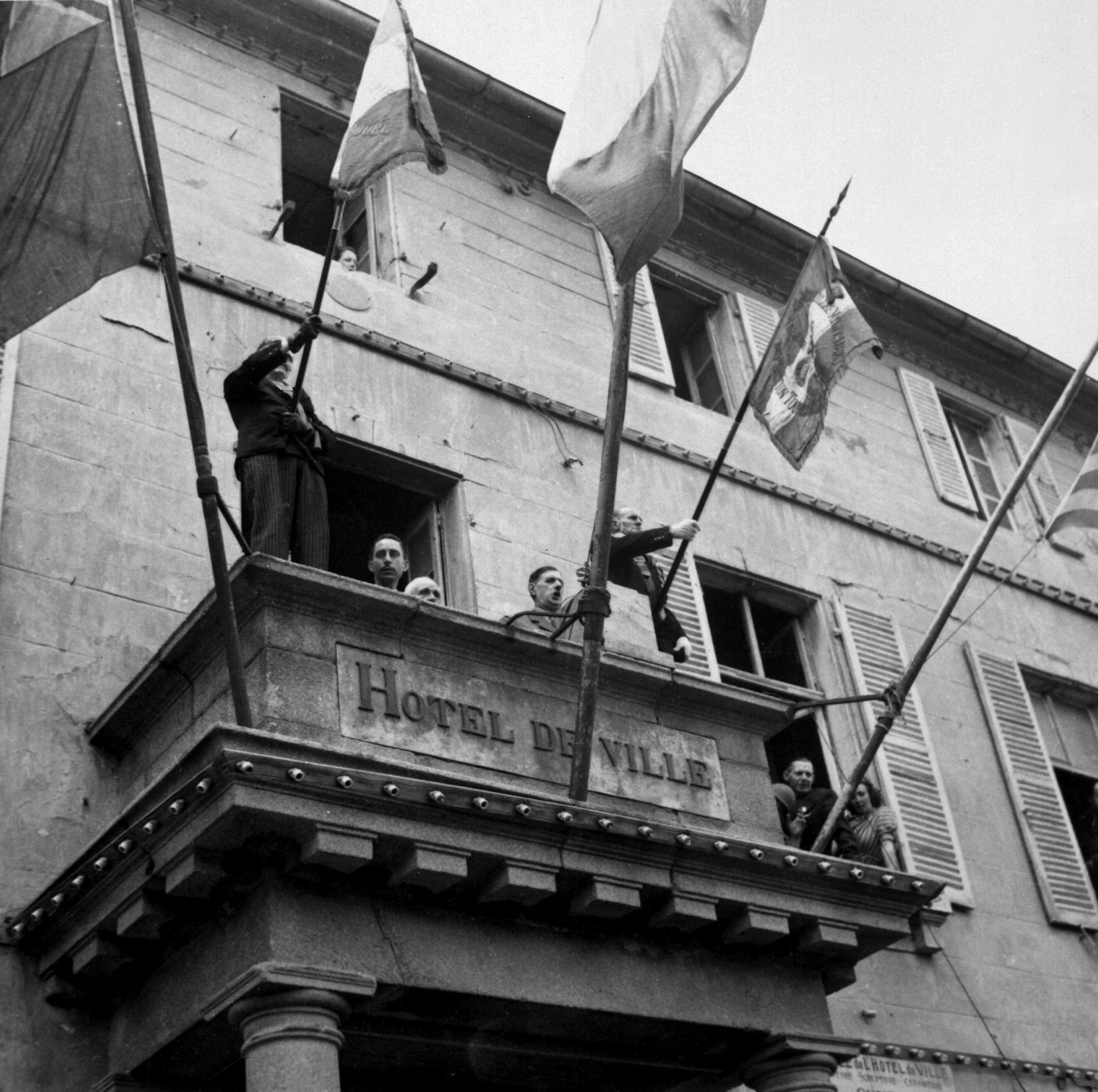
O líder da resistência Charles de Gaulle falando da sacada da Prefeitura de Cherbourg, em 20 de agosto de 1944.

A Libertação da França é o período que ocorreu no final da Segunda Guerra Mundial, compreendendo a tomada progressiva pelos Aliados das regiões da França ocupadas desde 1940 pelo exército das Potências do Eixo. 
No plano militar, a libertação (português europeu) ou liberação (português brasileiro) traduz-se com o fim da ocupação militar alemã, o fim do regime de Vichy e o estabelecimento do Governo Provisório da República Francesa.

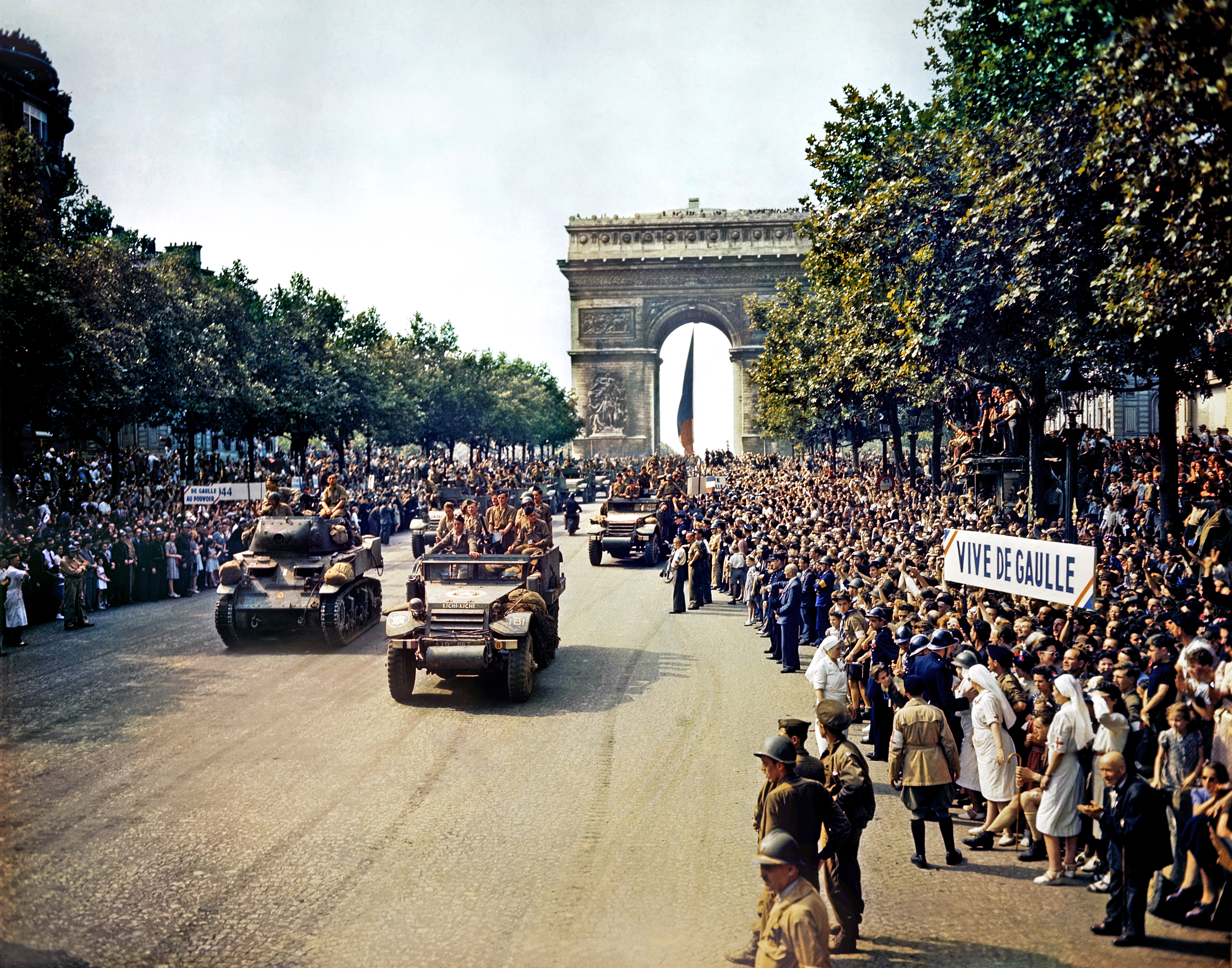
A Liberação de Paris: desfile do 26 de Agosto de 1944 nos Champs-Élysées.

Os principais acontecimentos que levaram à libertação foram os seguintes:
- a Argélia - a libertação da França começou com a libertação da Argélia em 1942;
- o USS Corsica - nome dado ao "porta-aviões" que foi a ilha da Córsega, primeiro departamento metropolitano francês libertado a 4 de Outubro de 1943, depois da revolta a 9 de Setembro em 1943;
- a Provença - libertação de Nice, na Provença;
- os desembarques na Normandia - a 6 de Junho de 1944, as tropas Aliadas lançaram um grande desembarque anfíbio e aerotransportado na região da Normandia. Esta operação de grande envergadura é geralmente conhecida como Operação Overlord e a sua data como D-Day (Dia D). O objectivo era abrir uma frente na Europa Ocidental e libertar a França do domínio nazista. A operação foi um sucesso, apesar do grande número de baixas;
- a Libertação de Paris - a 15 de Agosto, quando os aliados estavam às portas da capital Paris, a polícia parisiense pôs-se em greve, a pedido de organizações policiais resistentes. Ela participou do movimento de insurreição que começou a 19 de Agosto e terminou com a libertação de Paris a 25 de Agosto;
- a Progressão na França - Discurso de De Gaulle no Hôtel de Ville;
- este empenho tardio de uma instituição culpada de cooperação com o ocupante  (rafle du Vel' d'hiv - prisão em massa no Velódromo de Inverno), facilitou a sua reabilitação e a continuação, depois da guerra, da maioria dos policiais nos seus postos;
- o Caminho para Reno - mesmo com Paris livre, o conflito continuou, principalmente pela tentativa dos Aliados de entrar pela Holanda, com uma grande organização de unidades blindadas e o lançamento de tropas aerotransportadas sobre os Países Baixos (operação Market Garden). Os alemães lançaram um contra-ataque, aproveitando o inverno para evitar a aviação aliada em dificuldades com o mau tempo: esta foi a Batalha das Ardenas;
- a Rendição - a 7 de Maio de 1945, o general alemão Jodl assinou os termos de uma rendição incondicional. No dia seguinte, em Berlim, o marechal Keitel assinou por sua vez pela Alemanha nazista a capitulação sem condições;
- Pacífico - a guerra terminou na Europa, mas continuou no Pacífico entre os EUA e o Japão.

## Nota
Artigo traduzido da versão francesa - Outubro 2010